# Triplaris efistulifera
Triplaris efistulifera är en slideväxtart som beskrevs av Nathaniel Lord Britton och Henry Hurd Rusby. Triplaris efistulifera ingår i släktet Triplaris och familjen slideväxter. Inga underarter finns listade i Catalogue of Life.